# ポール・ケアホルム

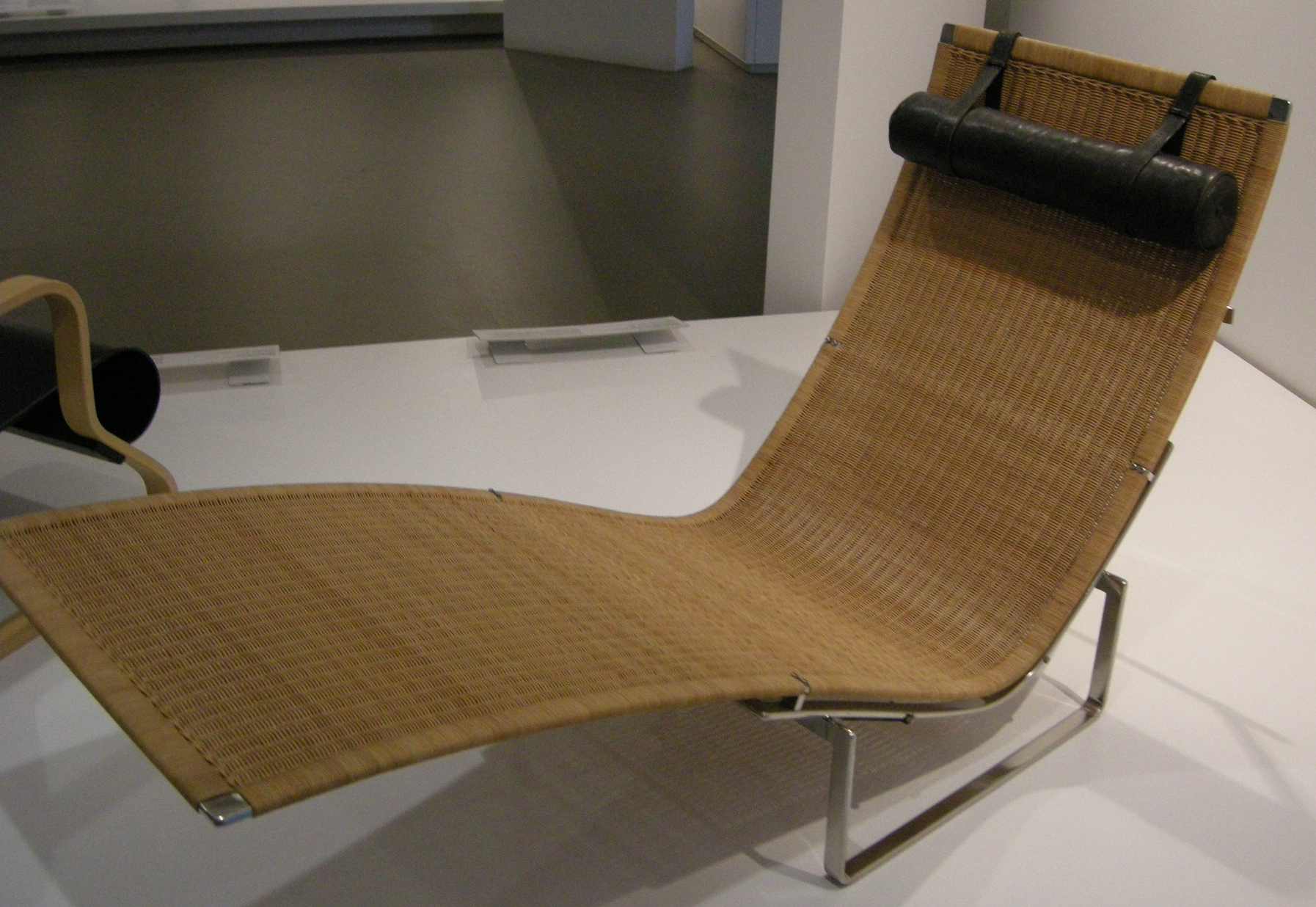
Hammock chair, 1965

ポール・ケアホルム（Poul Kjærholm、1929年1月8日－ 1980年4月18日）は、デンマークの家具デザイナー。
インターナショナルスタイルの影響を受けた、シャープで直線的な作品で知られる。

## 経歴
デンマークのオスターヴゥローに1男第3子として生まれた。1936年、7歳の時に家族と共にヤーイングに移住。当初は画家を目指していたが、祖父の勧めにより同じヤーイングに住む家具職人グロンベックの下に弟子入りする。1948年に修行を終え、1950年から1952年にかけてハンス・J・ウェグナーの事務所に勤務。同時期にコペンハーゲン工芸学校の夜間コースへ通い家具デザインを学ぶ。
1952年、コペンハーゲン工芸学校を卒業。フリッツ・ハンセン社に入社し、1953年まで勤務する。1952年から1956年にかけて、 コペンハーゲン工芸学校夜間コースの講師を務める。1953年、同郷の建築家ハンナ・ダムと結婚。1955年、コペンハーゲン王立美術アカデミーで教鞭を執る（1976年まで）。その間もエリック・ヘアロウ、パレ・スユエンソンの事務所に勤務し実務と教育の両立を図った。
ハンス・J・ウェグナーの事務所に勤務していた時に知己を得たコル・クリステンセン社の創業者E・コル・クリステンセンと家具の製造・販売において共働。1955年に『PK-22』を発売する。『PK-22』は金属製の脚部分の上に皮・藤の座面が載った椅子で、ミース・ファン・デル・ローエのバルセロナチェアからの強い影響が窺える椅子である。1956年、E・コル・クリステンセンの紹介でラングステッドに自邸建設のための土地を取得。自邸は妻のハンナ設計によるもので、ケアホルムは自邸のための家具のデザインを始める。こうして製作されたのが『PK-38』『PK-54』『PK-9』『Pk-1』など10種類の家具である。
1960年、第12回ミラノトリエンナーレにおいてデンマークパビリオンの展示デザインを担当。1976年から1980年にかけて、コペンハーゲン王立美術アカデミー学長に就任。1980年に肺がんにより死去。51歳。

## 受賞歴
- 1957年 - 第11回ミラノ・トリエンナーレ金コンパス賞（椅子のデザイン）
- 1958年 - ルニング賞
- 1972年 - デンマーク家具製作者協会年間賞
- 1973年 - デンマーク・インダストリアルデザイン賞（PK-27）
- 1977年 - デンマーク家具製作者協会年間賞

## 作品
- 1955年　「PK-24」
- 1967年　「PK-20」
- 1971年　「PK-27」
- 1979年　「PK-15」
- PK80